# Jezioro Tymawskie (województwo pomorskie)
Tymawskie Jezioro – jezioro w Polsce na Kociewiu w powiecie tczewskim (województwo pomorskie) w gminie Gniew. Okolice jeziora stanowią wzgórza nadwiślańskie.
Ogólna powierzchnia: 10,5 ha